# Élection présidentielle algérienne de 2014
L'élection présidentielle algérienne de 2014 se tient le 17 avril 2014 en Algérie. Le président sortant, Abdelaziz Bouteflika, affaibli par des problèmes de santé, est réélu pour un quatrième mandat dans un contexte de doutes sur sa capacité à gouverner le pays. Le scrutin est boycotté par la plupart des partis politiques, qui le considèrent comme truqué.

## Système électoral
Le président de la République est élu au suffrage universel direct, pour un mandat de cinq ans au scrutin uninominal majoritaire à deux tours.

## Candidats
Début février 2014, plus de 80 % des partis politiques appellent alors à la candidature d'Abdelaziz Bouteflika pour un quatrième mandat.
Le 4 mars 2014 est le dernier jour pour le dépôt des dossiers. Le Conseil constitutionnel reçoit douze dossiers : Moussa Touati du parti du Front national algérien, Abdelaziz Belaïd du Front El Moustakbal, Ali Zaghdoud du Rassemblement algérien, Louisa Hanoune du Parti des travailleurs, le président sortant Abdelaziz Bouteflika du Front de libération nationale et du Rassemblement national démocratique, Mahfoud Adou du Ennasr El-watani, Ali Fawzi Rebaïne du Ahd 54, Mohamed Benhamou du parti Karama, Ali Benouari, Sadek Temache, Ali Benflis et Abdelhakim Hamadi, candidats indépendants. Le Conseil constitutionnel valide finalement six candidatures, le 14 mars 2014 ; la campagne débute le 23 mars
Rachid Nekkaz n'a pu déposer son dossier à cause de son retard,. Le candidat n'a pas pu présenter les signatures collectées lors de son tour. Selon le candidat, la voiture qui transportait les signatures collectées et son frère ont disparu. le Conseil constitutionnel a accordé une heure de plus au candidat pour qu'il retrouve le véhicule. Le 7 mars, les médias ont rapporté que des citoyens ont retrouvé des formulaires du candidat près d'un champ d'orangers à Blida.
Finalement, seulement six candidats ont été retenus : Abdelaziz Bouteflika, Louisa Hanoune, Ali Benflis, Ali Fawzi Rebaïne, Moussa Touati et Abdelaziz Belaïd.
| Candidat             | Fonction                                      | Candidature             | Slogan                                        |
| -------------------- | --------------------------------------------- | ----------------------- | --------------------------------------------- |
| Abdelaziz Belaïd     | Président du Front El-Moustakbel              | Front El Moustakbal     | « L'avenir c'est maintenant »                 |
| Ali Benflis          | Ancien chef du gouvernement                   | Indépendant             | « Pour une société des libertés »             |
| Abdelaziz Bouteflika | Président de la République                    | FLN-RND                 | « Notre serment pour l'Algérie »              |
| Louisa Hanoune,      | Secrétaire générale du Parti des travailleurs | Parti des travailleurs  | « L'Audace de fonder la deuxième république » |
| Ali Fawzi Rebaine    |                                               | Ahd 54                  | « Ali Fawzi Rebaine est l'alternative »       |
| Moussa Touati        | Président du Front national algérien          | Front national algérien |                                               |

Le 1er mars 2014, Soufiane Djilali annonce qu'il annule sa participation après la décision du président sortant de se représenter pour un 4e mandat. Le 3 mars 2014, l'ancien chef du gouvernement Ahmed Benbitour et le général à la retraite Mohand Tahar Yala annoncent également qu'ils se retirent de la compétition, jugeant le scrutin joué d'avance en faveur du président sortant.

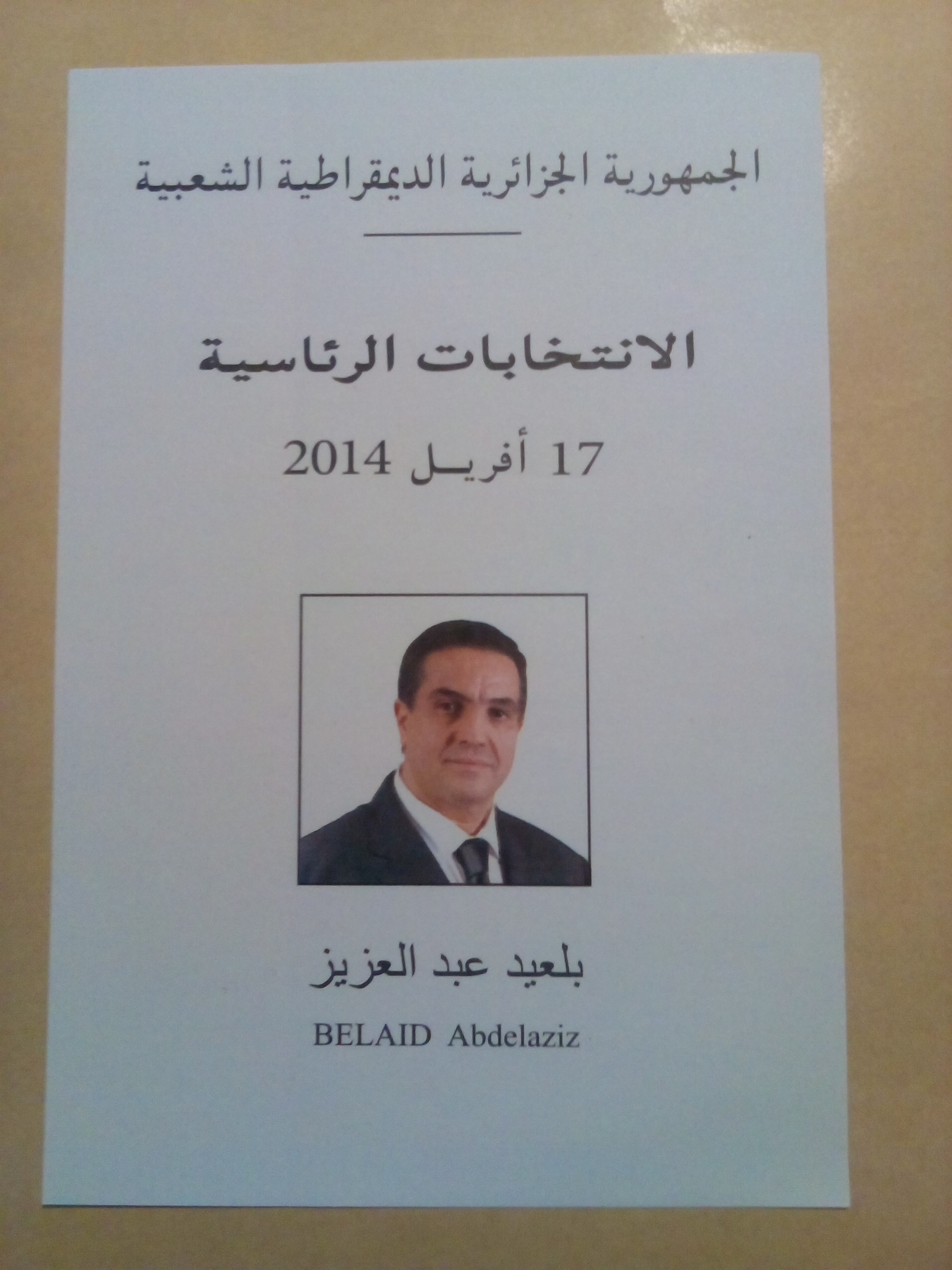
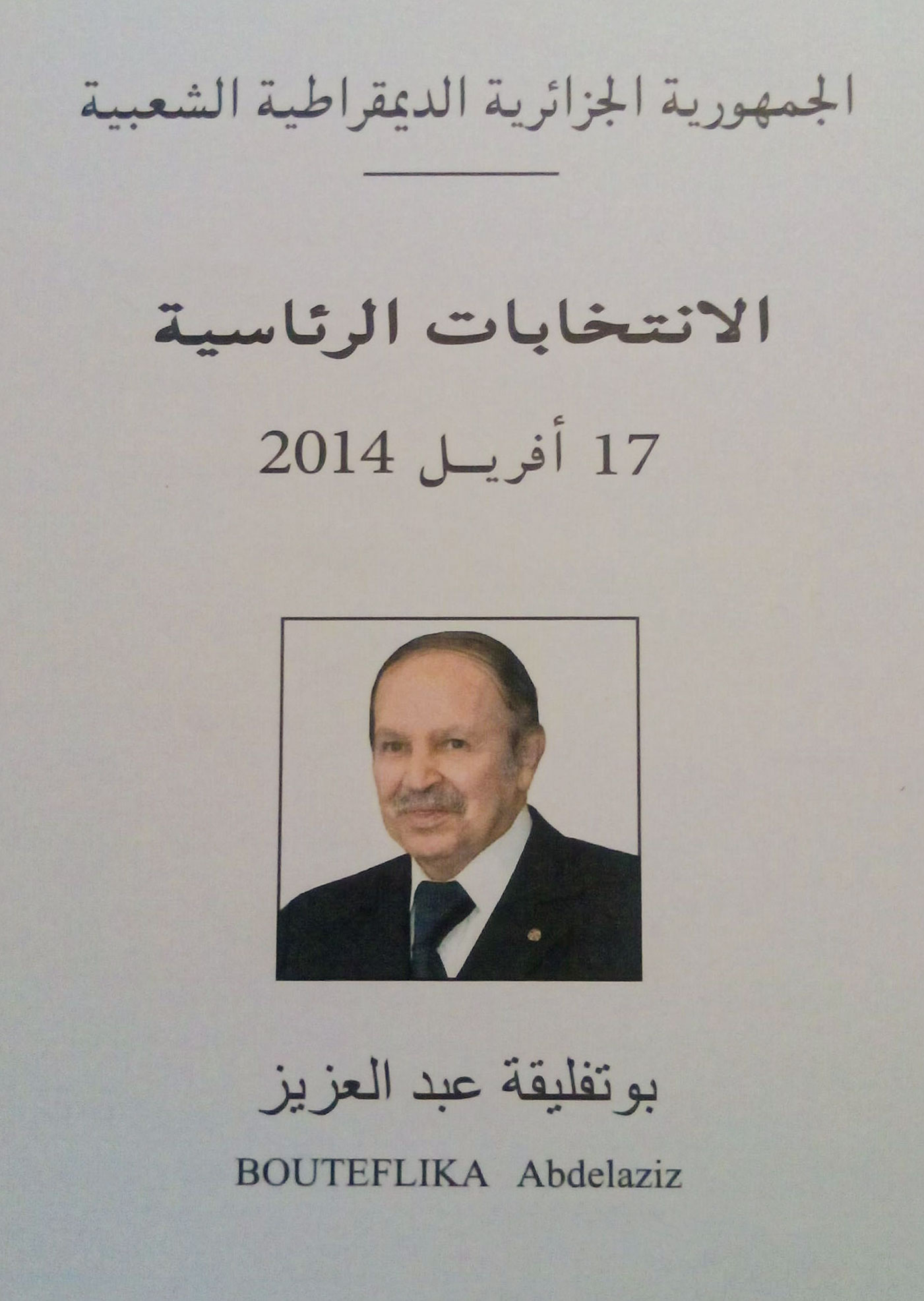
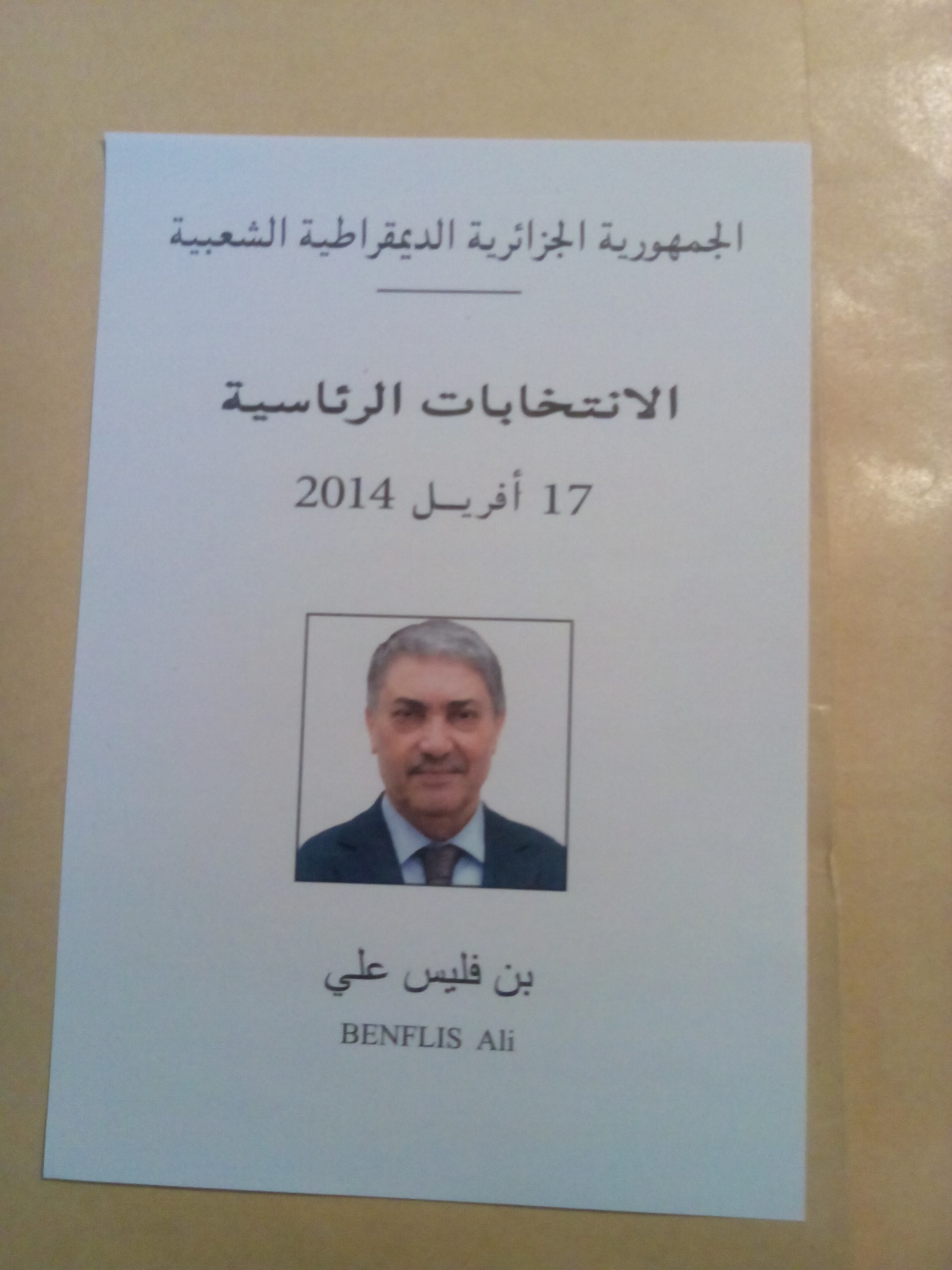
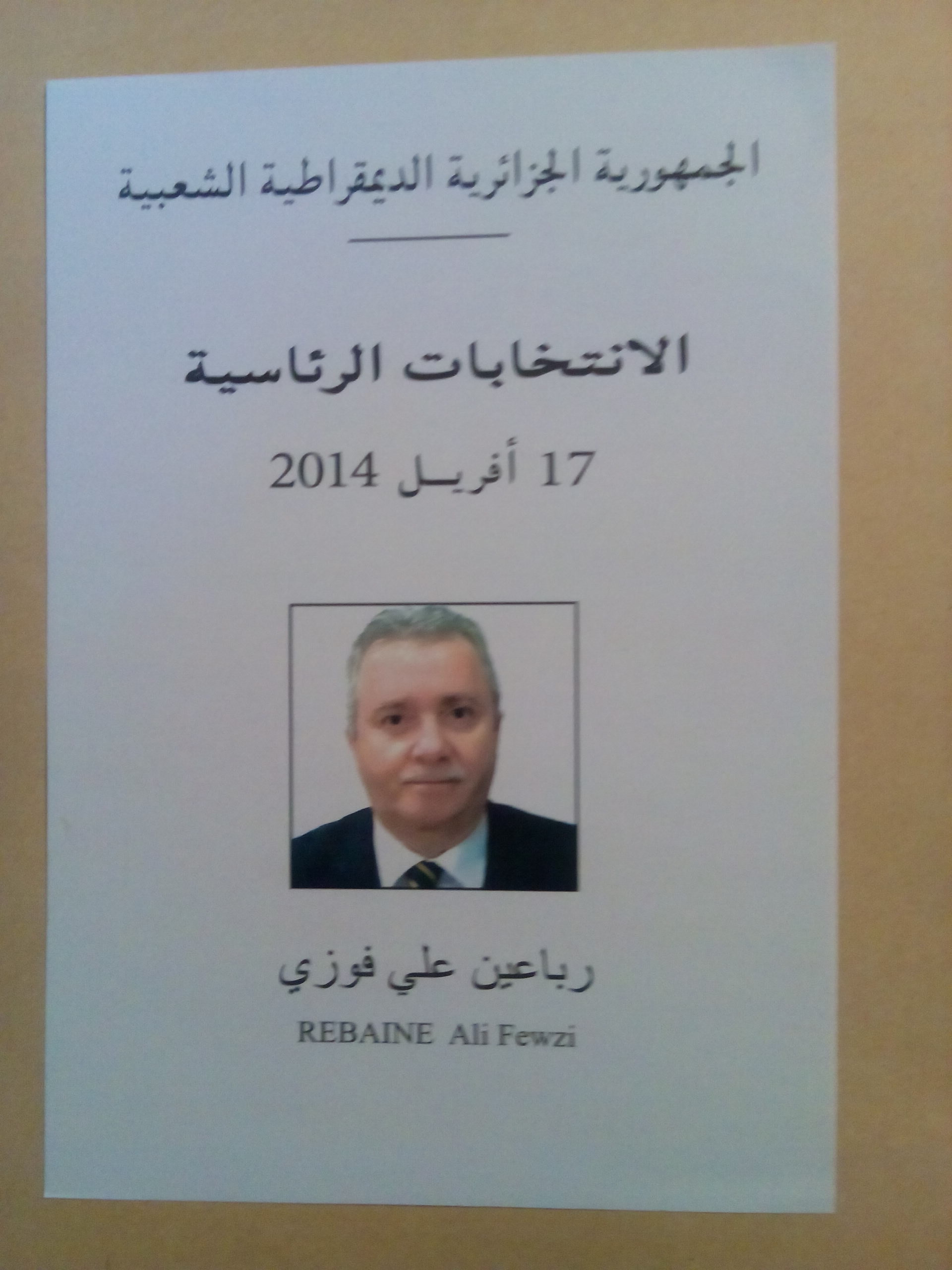
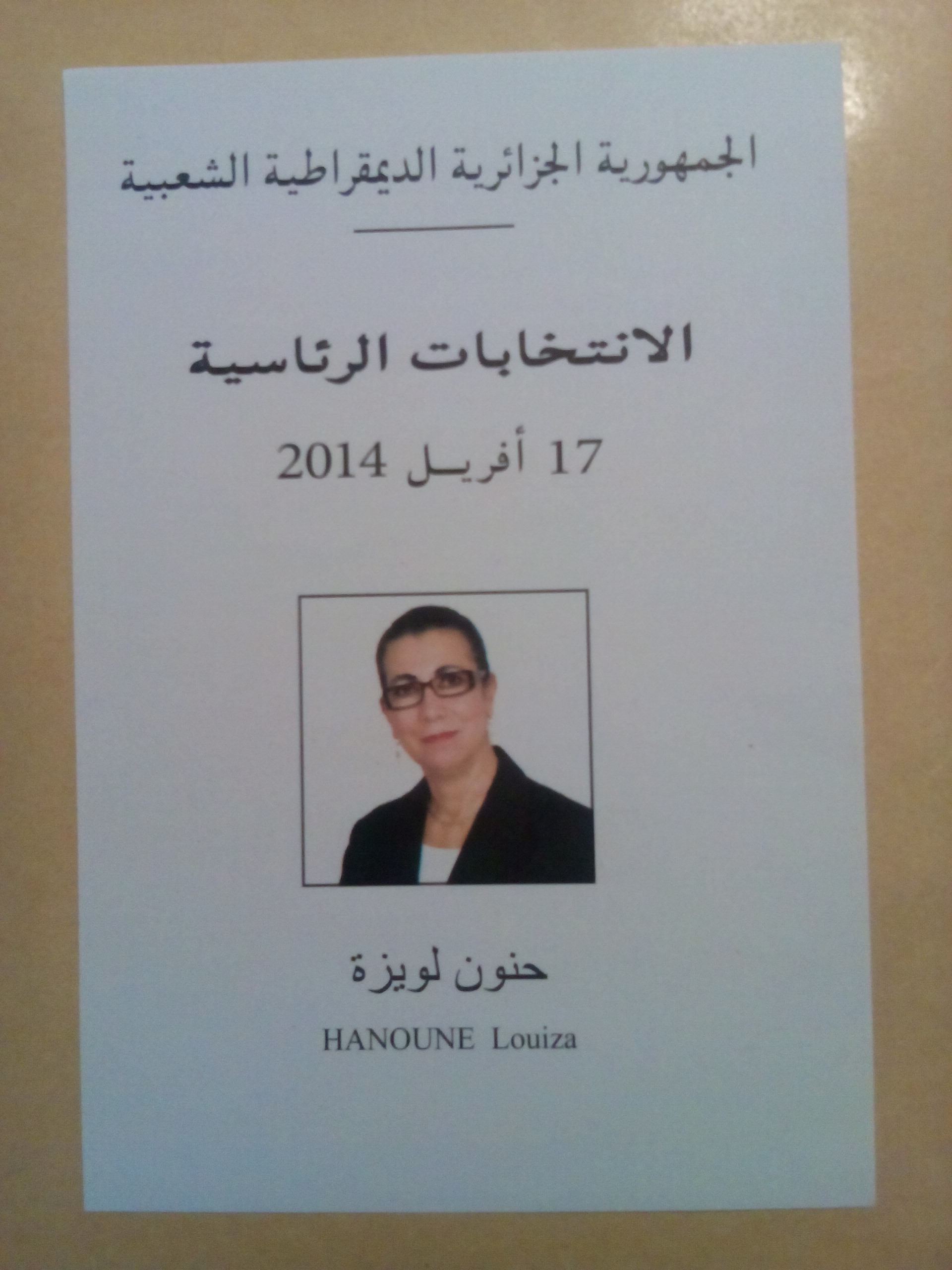
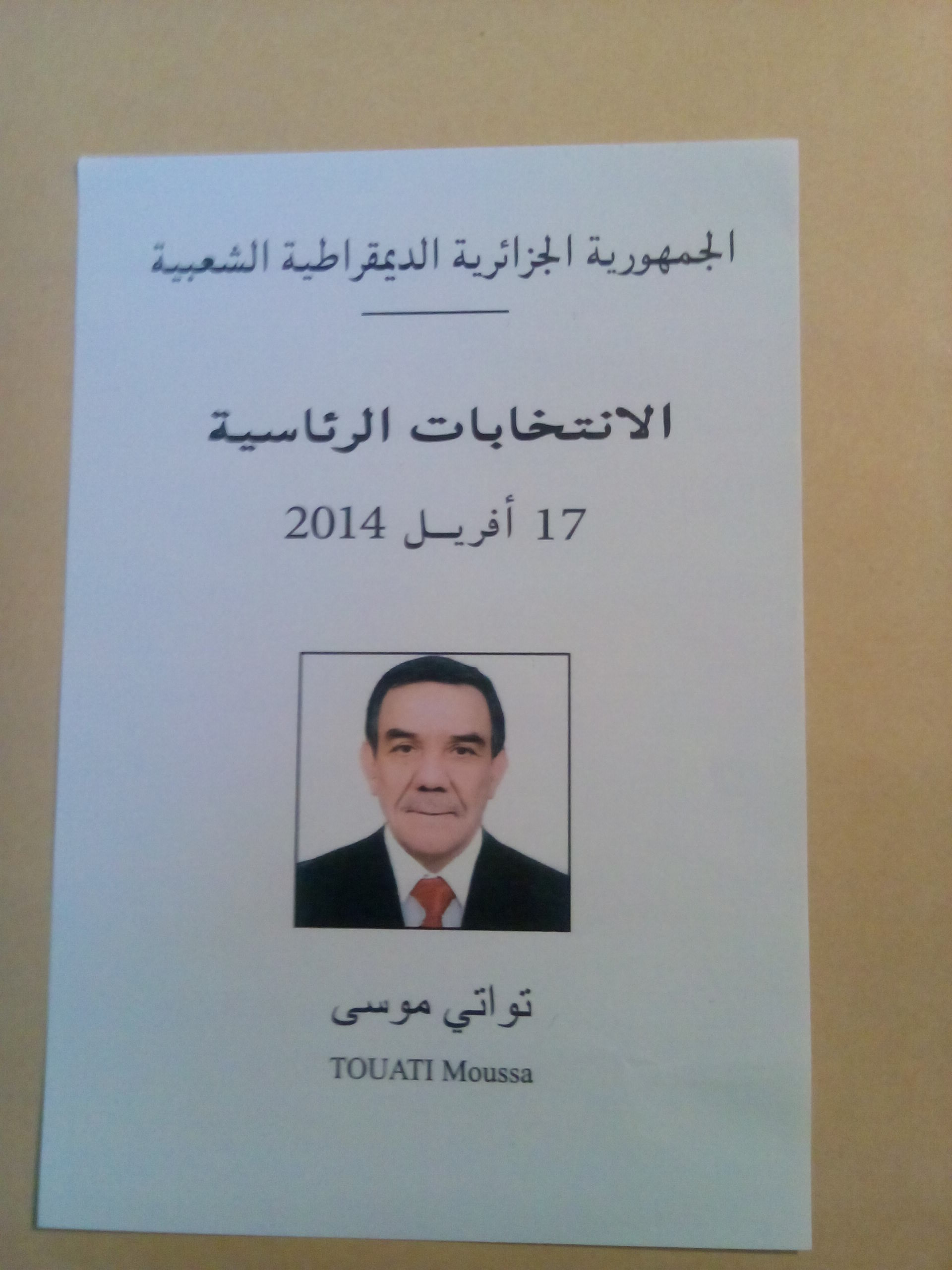

## Campagne

### Dérapage de Sellal et lettre de Zerouel
Après un dérapage filmé par la chaîne privée Ennahar TV du directeur de campagne du candidat-président Abdelaziz Bouteflika, dans lequel Abdelmalek Sellal dit « Nous à Constantine, quand on veut parler des Chaouis, on dit Hacha naâmat rabbi » formule qu’on utilise lorsqu’on évoque une chose sale ou répugnante dans le langage local,,.
La vidéo a été visualisée sur les réseaux sociaux, ce qui a amené à organiser le 15 mars un sit-in de protestation devant le théâtre régional de Batna, et à créer le mouvement B'zayed, qui se traduit de la darija par « ça suffit », afin de dénoncer cette atteinte à l’honneur des habitants des Aurès,. Le 16 du même mois, des étudiants se sont rassemblés à l'intérieur du campus de l’université Batna 1, avant de partir vers l'extérieur avec des emblèmes nationaux, drapeau amazigh et t-shirts avec le slogan « Non au 4e mandat » ; ils ont traversé l'avenue de l'Indépendance (route de Biskra) en direction de la maison de la culture. La marche a pris fin devant la résidence de l'ex-président de la République Liamine Zéroual, qui était absent. le même jour, des étudiants ont organisé un sit-in à l'entrée de la ville d'Oum El Bouaghi, au niveau du campus universitaire Larbi Ben M'hidi.
Sur Ennahar TV, Sellal a dit « regretter » ce malentendu et estimé que ses propos ont été « mal interprétés », et a mis en garde le peuple algérien contre les « tentatives de manipulation » qu’ourdissent sempiternellement les « ennemis de l’Algérie » ; il a expliqué qu’il taquinait un ami et qu'il n'avait nullement l'intention d'injurier qui que ce soit,. Le 20 mars, après les excuses de Sellal, une grande manifestation est organisée a Batna, avec des slogans comme « Oulech smeh », ce qui veut dire pas de pardon en chaoui et « Sellal dégage ».
Le 19 mars, l'ancien président de la République Liamine Zéroual s'est exprimé contre le quatrième mandat, et a estimé que la révision constitutionnelle de 2008 a compromis « le processus de redressement national » ; il a plaidé pour un mandat de transition. Cette lettre a fait réagir la classe politique algérienne.

### Manifestations anti-Bouteflika
Le mouvement Barakat a fait rassembler la société civile qui s'est organisée et mobilisée à travers Facebook et Twitter, avec en tête la militante Amira Bouraoui, pour appeler à une mobilisation contre le 4e mandat de Bouteflika. Le mouvement a commencé à faire ses manifestations à Alger. La police a fait des interpellations répétitives de citoyens ayant pris part à ce rassemblement. Plusieurs personnalités politiques ont dénoncé les arrestations des manifestants et le manque de liberté d'expression.
Dans les Aurès, la section locale de Barakat, le collectif B'zayed a organisé le 20 mars une manifestation dans laquelle il a voulu regrouper le plus grand nombre de manifestants.

### Campagne électorale de Bouteflika
Le 22 février 2014, le Premier ministre Abdelmalek Sellal officialise la candidature du président sortant.
Dans plusieurs villes où la campagne électorale de Bouteflika a eu lieu, elle a tourné mal pour ses organisateurs. Parmi les villes, on peut citer Bir Ater dans la wilaya de Tébessa, où la circulation automobile été coupée, Béjaïa, où Abdelmalek Sellal n’a pu accéder au centre-ville pour un meeting à la maison de la culture Taos Amrouche, Oum El Bouaghi, où Ahmed Ouyahia a été chassé avec des pots de yaourt sur sa voiture, Ras El Aioun dans la wilaya de Batna et à M'Sila, où Abdelmalek Boudiaf, le ministre de la Santé, s’est réfugié au commissariat de police de la ville à cause de sa peur de la population locale, Relizane, où Amar Ghoul et Amara Benyounès, ont été empêchés d’animer un meeting et même dans des villes françaises comme à Lille et Marseille.
Le meeting de Sellal dans la ville de Batna a été annulé pour des raisons de sécurité.
Au total, quelque 26 partis politiques, appuyés par des associations civiles, soutient la candidature d’Abdelaziz Bouteflika. Le RND (Rassemblement national démocratique) d'Abdelkader Bensalah, le FLN, le TAJ (Rassemblement de l'espoir de l'Algérie) de Amar Ghoul ministre des transports, le MPA (Mouvement populaire algérien) d’Amara Benyounes, appuyés par des associations comme le FCE (Forum des chefs d'entreprises), l'UGTA, les organisations appartenant à la famille révolutionnaire et certains médias. Ce groupement s'attribue le nom de « Rassemblement de la fidélité et de la stabilité » ou « Groupe pour la loyauté et la stabilité »:
- MPA
- TAJ
- MNND (Mouvement national pour la nature et le développement)
- Parti El Fadl
- FNIC (Front national des indépendants pour la concorde)
- URN (Union pour le rassemblement national)
- FND (front national démocratique)
- MEN (Mouvement de l'entente nationale)
- FNAL (Front national de l'authenticité et de la liberté)
- MTA (Mouvement des travailleurs algériens)
- PNUD (parti de l'Union nationale et du développement)
- FDL (Front démocratique libre)
- PRD (Parti du renouveau et du développement)
- PRP (Parti républicain et progressiste)
- PRA (Parti du renouveau algérien)
- parti El-Ouaed
- MJD (Mouvement de la jeunesse démocratique)
- parti El-Minbar
- FJDC (Front de la jeunesse démocratique pour la citoyenneté)
- PRN (Parti du rassemblement national)
- PVA (Parti de la voie authentique) (El Khat El Assil)
- Mouvement national des travailleurs algériens
- Front démocratique libre

## Résultats

Taux de participation par Wilaya.

| Candidats                | Candidats                | Partis                        | Premier tour | Premier tour |
| Candidats                | Candidats                | Partis                        | Voix         | %            |
| ------------------------ | ------------------------ | ----------------------------- | ------------ | ------------ |
|                          | Abdelaziz Bouteflika     | Front de libération nationale | 8 531 311    | 80,49        |
|                          | Ali Benflis              | Indépendant                   | 1 288 338    | 12,30        |
|                          | Abdelaziz Belaïd         | Front El Moustakbal           | 328 030      | 3,06         |
|                          | Louisa Hanoune           | Parti des travailleurs        | 157 792      | 1,37         |
|                          | Ali Fawzi Rebaine        | Ahd 54                        | 105 223      | 1,22         |
|                          | Moussa Touati            | Front national algérien       | 58 154       | 0,56         |
|                          |                          |                               |              |              |
| Votes exprimés           | Votes exprimés           | Votes exprimés                | 10 468 848   | 90,24        |
| Votes blancs et nuls     | Votes blancs et nuls     | Votes blancs et nuls          | 1 132 136    | 9,76         |
| Total                    | Total                    | Total                         | 11 600 984   | 100          |
| Abstention               | Abstention               | Abstention                    | 11 279 694   | 49,30        |
| Inscrits / participation | Inscrits / participation | Inscrits / participation      | 22 880 678   | 50,70        |

## Suites
Le 17 avril 2014, au soir du scrutin, le ministère de l'Intérieur annonce un taux de participation de 51,7 %, en net recul par rapport à celui de 2009 (74 %). Le 22 avril 2014, les résultats de l'élection sont proclamés par le Conseil constitutionnel.
Avant même l'annonce des résultats officiels, Ali Benflis dénonce un grand nombre de fraudes et d'incidents. Le 20 avril, il affirme avoir recueilli la majorité des suffrages.